# Aquathlon
Pour les articles homonymes, voir Aquathlon (lutte subaquatique).
Ne doit pas être confondu avec Swimrun.
L’aquathlon est une épreuve sportive combinée, consistant à enchaîner un parcours de natation et un parcours de course à pied sans arrêt du chronomètre. Différentes épreuves sont à distinguer : une épreuve de fond basée sur de longues distances, demi-fond pour des épreuves moyennes et sprint pour des distances très courtes.  La gestion de ce sport est assurée par la Fédération internationale de triathlon (ITU).

## Distances
| Épreuve     | Natation | Course à pied |
| ----------- | -------- | ------------- |
| Distance XS | 500 m    | 2,5 km        |
| Distance S  | 1 km     | 5 km          |
| Distance M  | 2 km     | 10 km         |
| Distance L  | 3 km     | 15 km         |
| Distance XL | 4 km     | 20 km         |

La discipline est également réalisable en équipe et se fait donc sous forme de relais dans chacun des sports, 4 × 100 m 4 nages + 10 km de course à pied sur piste à raison de 2,5 km par participant.

## Compétitions

### Compétitions internationales
- Championnats du monde d'aquathlon

### Championnats continentaux
- Championnats d'Europe d'aquathlon

### Compétitions nationales

#### En France
Depuis 2007, la fédération française de triathlon organise un championnat de France d'aquathlon (2 km de natation suivis de 10 km de course à pied).
- Championnats de France d'aquathlon